# Ижутина, Надежда Викторовна
Надежда Викторовна Ижутина (в браке Шугалей; род. 24 апреля 1990, Первомайское, Выборгский район, Ленинградская область) — российская лыжница и биатлонистка, чемпионка России по лыжным гонкам на лыжероллерах, призёр чемпионата России по биатлону. Мастер спорта России (2011).

## Биография
Начала заниматься лыжными гонками в ДЮСШ г. Первомайское под руководством родителей, позднее представляла ШВСМ по зимним видам спорта г. Санкт-Петербурга (также некоторое время представляла г. Луховицы Московской области). В 2005 году выполнила норматив кандидата в мастера спорта, в 2010 году — мастера спорта. Входила в юниорскую сборную России.
Дважды участвовала в зимних Универсиадах. В 2011 году в Эрзеруме была десятой в дуатлоне и 18-й — в спринте. В 2013 году в Трентино лучшим результатом стало восьмое место в скиатлоне на 10 км, также была 30-й в масс-старте на 15 км классикой.
Двукратная чемпионка России по лыжным гонкам на лыжероллерах в эстафете и масс-старте (2013). Победительница и неоднократный призёр этапов Кубка мира по лыжероллерам (2013), победительница соревнований «Майская лыжня» (2011), победительница Битцевского новогоднего скиатлона (2013). На чемпионате России по лыжным гонкам попадала в топ-5 на дистанции 50 км (2013).
В 2014 году перешла в биатлон, представляла Тюменскую область, тренировалась под руководством Л. А. Гурьева и М. Г. Максимова. В 2015 году стала серебряным призёром чемпионата России в командной гонке в составе сборной Тюменской области и ХМАО. По окончании сезона 2014/15 перешла в команду Санкт-Петербурга, а в 2016 году завершила карьеру.
После окончания профессиональной карьеры живёт в г. Выборге. Участвует в любительских соревнованиях по лыжному спорту и биатлону.
Окончила СПбГУФК им. П. Ф. Лесгафта (2013).

## Личная жизнь
Родители, Виктор и Елена Ижутины, тоже занимались лыжным спортом. Отец — мастер спорта СССР.
В 2017 году Надежда Ижутина вышла замуж, фамилия в браке — Шугалей.